# コケイン症候群
コケイン症候群(Cockayne Syndrome)またはウェーバー・コケイン症候群(Weber-Cockayne Syndrome)、ニール・ディングウォール症候群(Neil-Dingwall Syndrome)とは、DNA修復機構の異常により生じる常染色体劣性遺伝病のこと。

## 概要
転写共役修復の欠損によりおこる。2歳から4歳までの段階にて、成長の遅延や発育障害が起こり、知能の発達はその時点で止まり、網膜色素変性や聴力障害など老人性変化が生じる。皮膚は光過敏性の皮膚炎を生じ、末梢神経障害の他、目には視神経萎縮、白内障、角膜混濁などがみられる。患者の平均寿命は10歳代後半から20歳代前半とされているが、30歳以上の生存例も報告されている。
コケイン症候群患者の細胞は、紫外線に対して高い感受性を示し、紫外線照射により障害を受け、その後の回復も遅いことから、色素性乾皮症と間違われやすい。実際、両方の特徴を併せ持つXP-CS型の患者もいるが、皮膚癌の発癌傾向はないとされている。

## 原因遺伝子
コケイン症候群の原因遺伝子はCSA(I型)、CSB(II型)の両型では特定されており、ヒト10番染色体上に存在する。原因遺伝子としてI型10%、II型80%が単離されており、10%は色素性乾皮症遺伝子異常による。
遺伝子疾患のため、患者の両親はどちらも原因遺伝子を持っており、劣性遺伝によって発病する。また、患者のきょうだいでの再発率25%。

## 治療法
現状のところ根治療法はなく対症療法にとどまる。